# Cessna Citation Hemisphere
Die Cessna Citation Hemisphere ist das Projekt eines Geschäftsreiseflugzeugs des US-amerikanischen Herstellers Cessna. Es wurde 2015 auf der NBAA-Konferenz vorgestellt und sollte 2019 fertig sein; laut Hersteller sollte es die breiteste Kabine in seiner Klasse besitzen. Die Höchstgeschwindigkeit soll Mach 0,9 bzw. 573 kts (etwa 1060 km/h) betragen. Im Jahr 2019 wurde die Entwicklung gestoppt, dies wurde, ähnlich wie bei der konkurrierenden Dassault Falcon 5X, mit Verzögerungen bei der Entwicklung des Silvercrest-Triebwerks des Herstellers Safran begründet.

## Konstruktion
Ursprünglich wurde als Triebwerk das Safran Silvercrest ausgewählt, später wurde auch das Pratt & Whitney Canada PW800 in Betracht gezogen. Das Silvercrest besitzt einen Schub von über 12.000 Pfund und wurde auf der 2016 NBAA Convention bestätigt, zusammen mit dem Honeywell-Primus-Epic-Cockpit und einem Fly-by-wire-System von Thales.

## Technische Daten
| Kenngröße             | Daten                                                     |
| --------------------- | --------------------------------------------------------- |
| Besatzung             | 2                                                         |
| Passagiere            | 14                                                        |
| Höchstgeschwindigkeit | ca. 600 kts                                               |
| Reichweite            | 8,334 km                                                  |
| Triebwerke            | 2× Safran Silvercrest Turbofans mit je 12.000 Pfund Schub |
| Preis                 | 30–35 Millionen $                                         |

## Vergleichbare Typen
- Embraer Legacy 650
- Bombardier Challenger 650
- Falcon 2000EX